# Трунин, Вадим Васильевич
Вадим Васильевич Трунин (8 октября 1935 — 6 декабря 1992, Москва) — русский советский писатель, публицист, киносценарист. Заслуженный деятель искусств РСФСР (1980).

## Биография
Окончил Литературный институт им. М. Горького (1961). По окончании института работал в Акмолинской областной газете. Потом жил и работал в Москве.
В течение нескольких лет возглавлял Центральную сценарную студию.
Похоронен на Ваганьковском кладбище (2 уч.)

## Семья
Жена — Елена (Алёна) Морисовна Гринберг (урождённая Овчинникова, 1954—2008), падчерица Р. Л. Кармена, внучка А. А. Змеула; жила в США. Сын — Иван Трунин (1971, Москва — 1999, Сан-Франциско), поэт.

## Награды
- ? — Орден «Знак Почёта»
- 1980 — Заслуженный деятель искусств РСФСР
- 1980 — Золотая медаль имени Довженко (фильм «Вернемся осенью»).
- 1982 — Государственная премия МНР (фильм «Через Гоби и Хинган»).

## Автор сценариев к фильмам
- Последний хлеб (1963)
- Это было в разведке (1968)
- Белорусский вокзал (1970)
- Юнга Северного флота (1973)
- Единственная дорога (1974)
- Потому что люблю (1974)
- Вернёмся осенью (1979)
- Осенняя история (1979)
- Через Гоби и Хинган (1981)
- Родителей не выбирают (1982)
- Жаркое лето в Кабуле (1983)
- Победа (1984)
- Загон (1987)
- На своей земле (1987)
- Опалённые Кандагаром (1989)
- 22 июня, ровно 4 часа… (1992)
- Ермак (1996)